# Cynthiana (Kentucky)
Cynthiana è un comune degli Stati Uniti d'America, situato nello Stato del Kentucky, nella contea di Harrison, della quale è il capoluogo.